# Jovita (nombre)
Jovita es un nombre propio femenino[cita requerida] de origen latino en su variante en español. Proviene del gentilicio latino Iovitus del dios Iovis (Júpiter), por lo que significa relativo a Júpiter, perteneciente a Júpiter, de la familia de Júpiter.
Por terminar Jovita en -a, ha existido una tradicional confusión con su género, al considerársele como un nombre propio femenino, cuando en origen es masculino. Por ello, también existe su remasculinización con el nombre propio Jovito.

## Santoral
15 de febrero: Jovita y Faustino, su hermano. Son los santos mártires patronos de Brescia (Italia).